# Стоян Кушлев
Стоян Кушлев е български юрист и политик от НДСВ, народен представител от парламентарната група на НДСВ в XXXIX народно събрание. Заемал поста председател на комисията за отнемане на незаконно придобитото имущество.

## Биография
Стоян Кушлев е роден на 26 юли 1938 година в село Широка лъка, Девинско. Завършва специалност „Право“ в СУ „Свети Климент Охридски“. На 23-годишна възраст се връща в родния край и започва работа като следовател в Девин. После защитава аспирантура по поземлено право. През 1970 година става доктор на науките и започва работа в Института за държавата и правото към БАН. Той е един от първите следователи юристи в Родопите.